# Xihulou

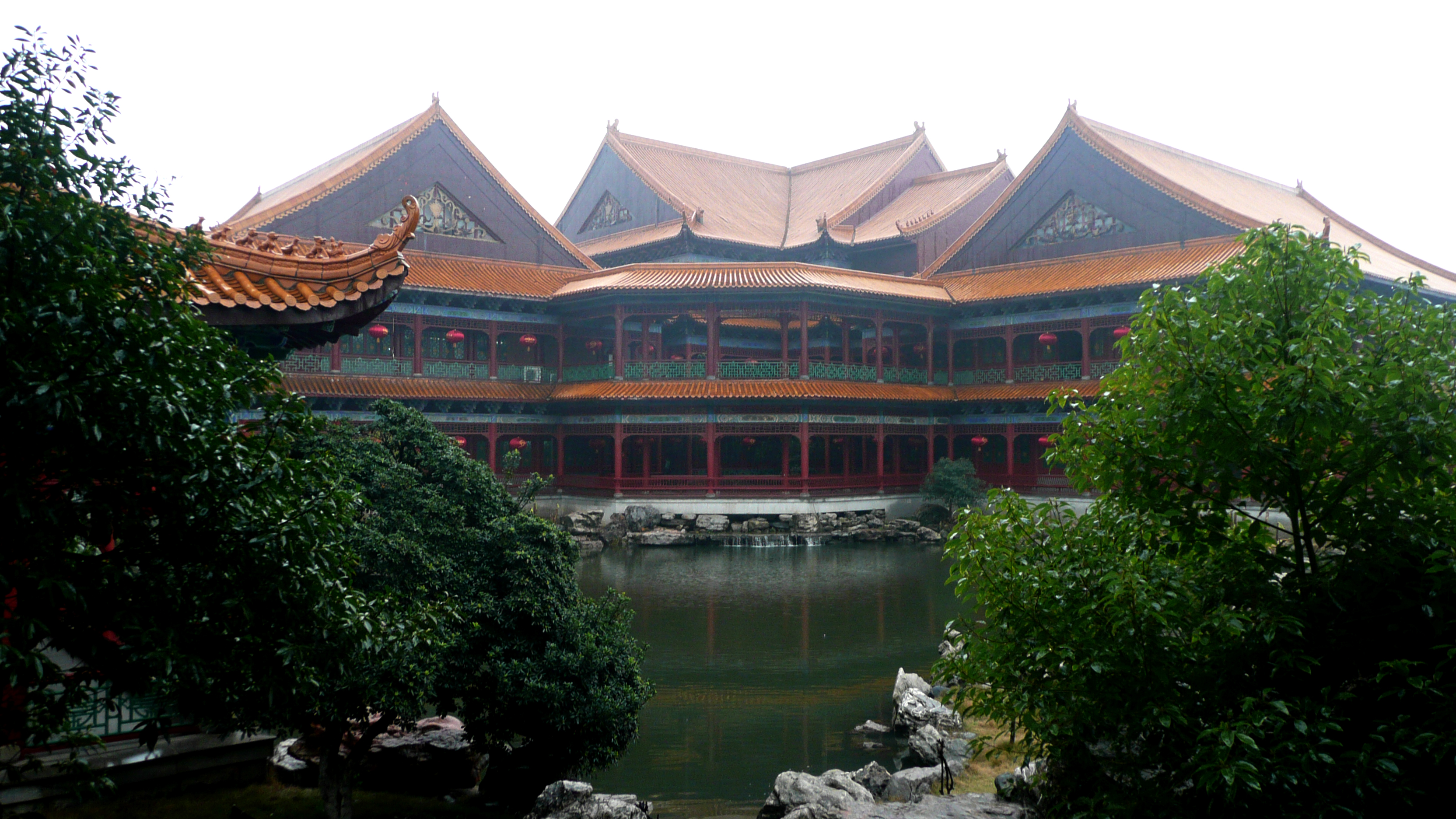
Xihulou – West Lake Chamber in Changsha

Xihulou (chinesisch 西湖楼, englisch West Lake Chamber) ist ein Restaurant in Changsha, der Hauptstadt der zentralchinesischen Provinz Hunan, und zählt zu den größten Restaurants der Welt. Mit seinen 5.000 Plätzen gilt es als das größte Restaurant in China bzw. in Asien; nach einem Eintrag ins Guinness-Buch der Rekorde als größtes Chinesisches Restaurant in der Welt.

## Geschichte
Das Xihulou wurde im Jahre 2000 am Fuße des West-Lake-Berges in der mittelalterlichen Stadt Liuyang durch Frau Qin Lingzhi gegründet. Zu Beginn des Jahres 2003 wurde mit dem Bau der neuen gastronomischen Einrichtung bislang ungekannten Ausmaßes im Bezirk Kaifu der Stadt Changsha begonnen. Nach einer mehr als einjährigen Bauzeit wurde das neue West Lake Chamber im Oktober 2004 eröffnet.

## Lage, Service und Betrieb
Der Restaurantkomplex liegt 20 Minuten vom Internationalen Huanghua-Flughafen entfernt und erstreckt sich auf einer Fläche von 88 Mu (ca. 5,8 Hektar) in der im Aufbau befindlichen Jinma Restaurant City. Gegenüber liegt der größte Park von Changsha, der Yuehu-Park. Die zahlreichen Gebäude und Parks wurden im traditionellen Architekturstil errichtet. Der gesamte Komplex umfasst vier unterschiedliche Gebiete. Zum Gebiet A gehören 70 größere und kleinere Räume, darunter die Aufführungshalle, in der täglich Vorstellungen stattfinden. Das Gebiet B umfasst zehn Luxus-Separees im Stil kaiserlicher Paläste. Zum Gebiet C gehören neun Luxus-Separees im kantonesischen Stil, und das Gebiet D ist eine Snack Food Street. Vorrangig angeboten werden traditionelle chinesische Gerichte der Hunan-Küche und der Kanton-Küche, die in fünf großen Küchen zubereitet werden. Im Restaurant sind 1.000 Mitarbeiter beschäftigt, darunter 300 Köche. Pro Woche werden ca. 700 Hühner und 2.600 Pfund Schweinefleisch verarbeitet.
Im Oktober 2004 wurde das Xihulou von der Guinness-Rekord-Zentrale Shanghai als größtes Restaurant in China bestätigt. Im Mai 2006 erhielt es vom Amt für Tourismus der Stadt Changsha die Auszeichnung „Erstes 5-Sterne-Tourismus-Restaurant“.

## Rezeption
Die BBC widmete 2008 dem Restaurant eine fünfteilige Dokumentation im Rahmen der Serie „Storyville“, der französische Sender TF1 produzierte 2022 eine Folge im Rahmen der Sendung „Sept à huit“.

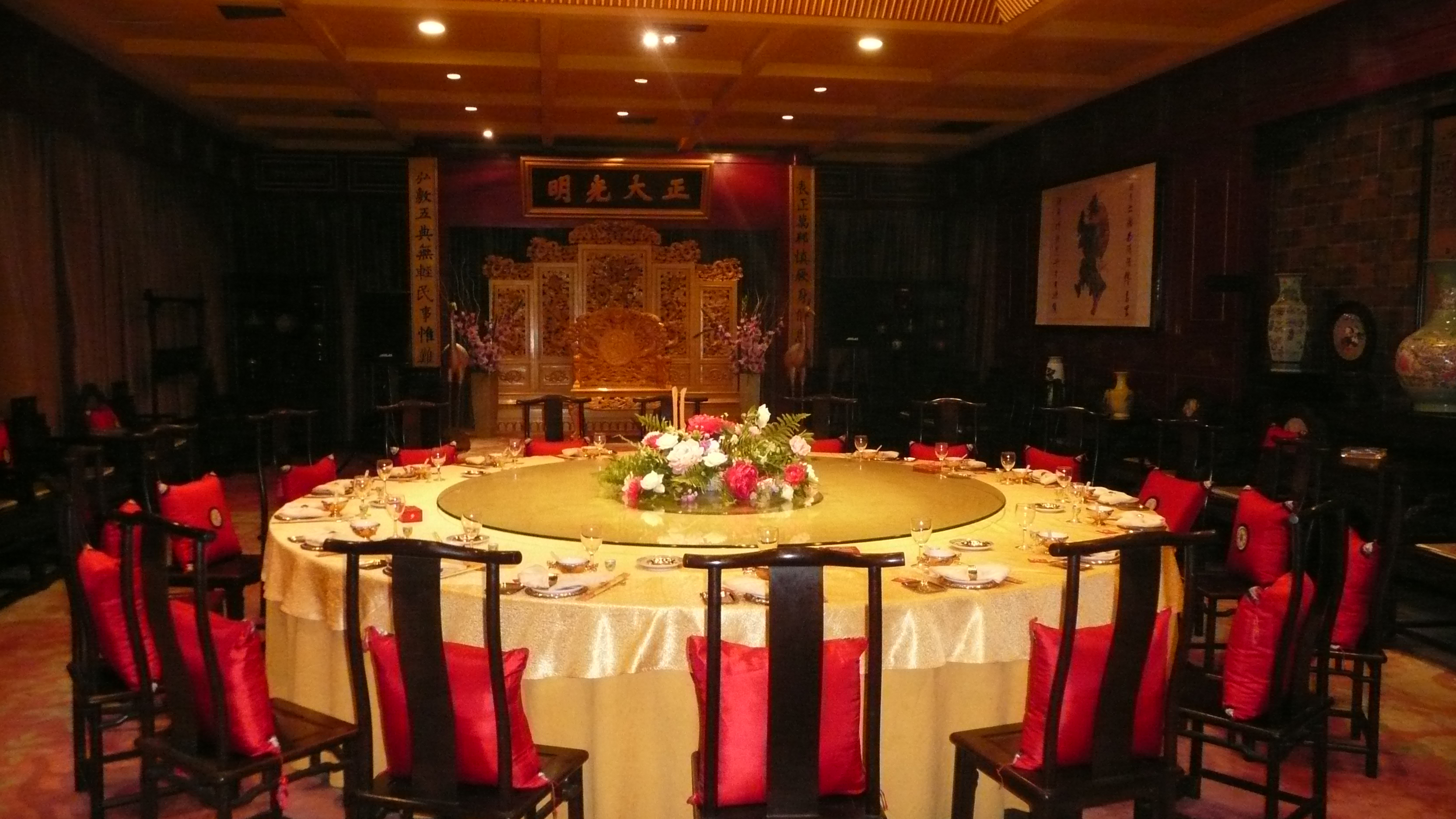
Kaiserlicher Speisesaal
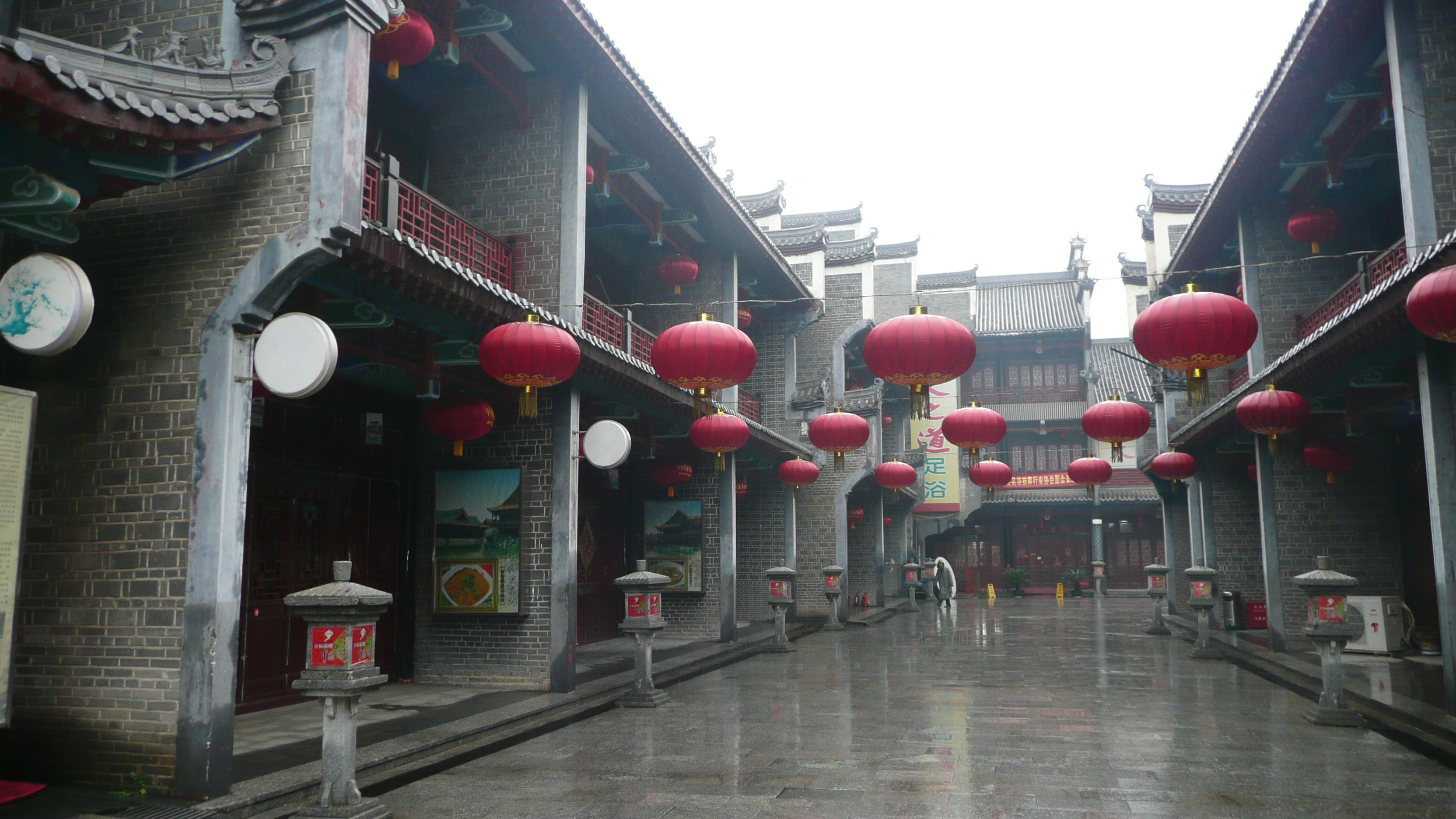
Imbiss-Straße
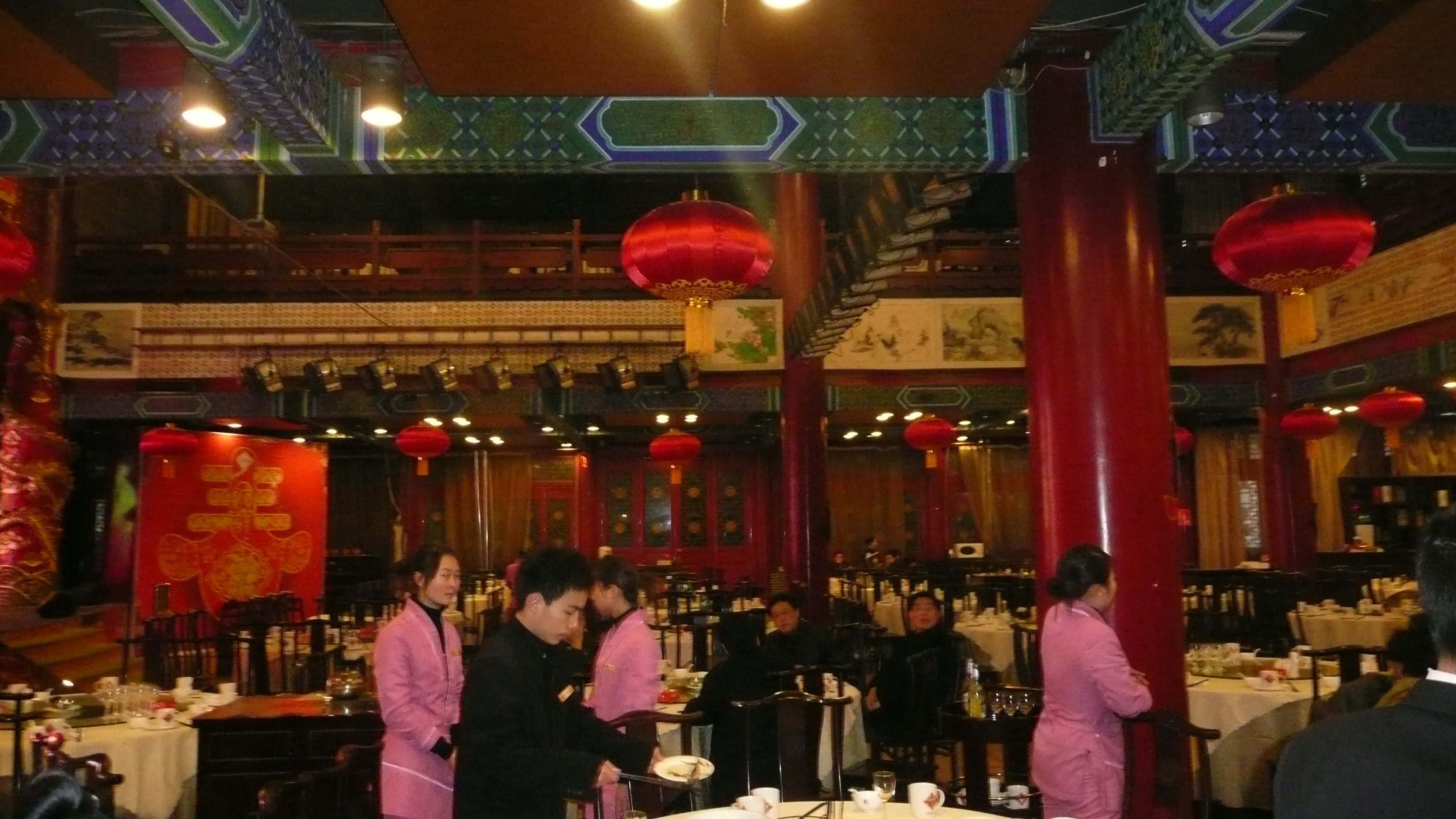
Aufführungshalle
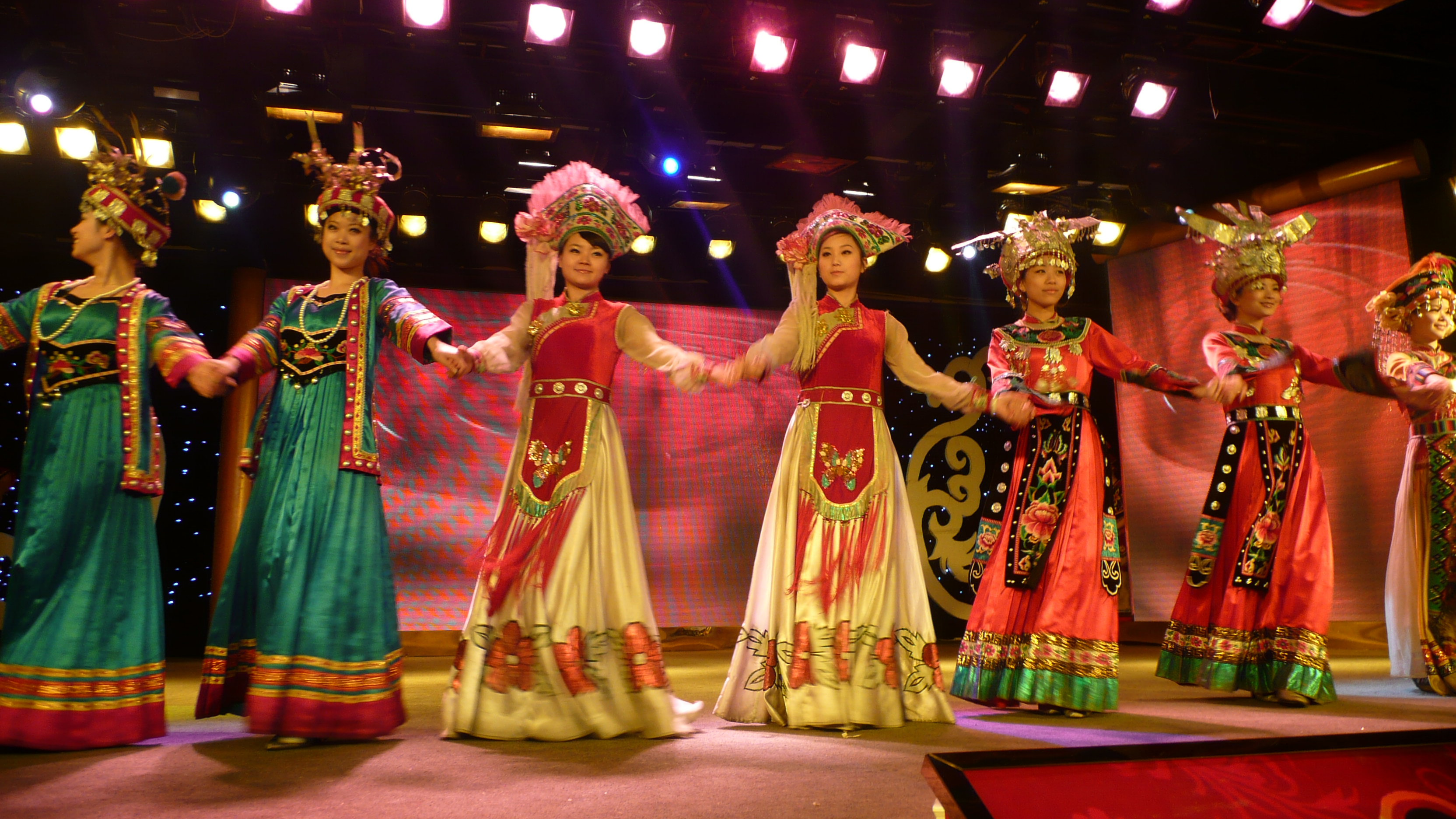
Tägliche Vorführung